# Голубева, Надежда Михайловна
Надежда Михайловна Голубева (род. 5 августа 2004, Анапа, Краснодарский край, Россия) — российский боксёр-любитель, выступающая в лёгкой весовой категории. Мастер спорта России международного класса по боксу (2022), член сборной России по боксу.
Серебряный призёр Боливарианских АЛБА игр (2023), чемпионка России (2022), двукратный серебряный призёр чемпионатов России (2023, 2024), четырёхкратная чемпионка Европы: среди молодёжи до 18 лет (2021), юниоров (2020), девушек до 16 лет (2019) и девушек до 14 лет (2018), многократная победительница и призёр международных и национальных турниров в любителях.

## Биография
Родилась 5 августа 2004 года в Анапе, в Краснодарском крае, в России.

## Любительская карьера

### 2021—2022 годы
В июне 2021 года приказом Министра спорта РФ ей было присвоено спортивное звание «Мастер спорта России» по боксу.
В октябре 2021 года, в Будве (Черногория) стала чемпионкой Европы среди молодёжи до 18 лет в категории до 60 кг, в финале по очкам 5:0 победив армянку Элиду Кочарян.
А в январе 2022 года приказом Министра спорта РФ ей было присвоено очередное спортивное звание «Мастер спорта России международного класса» по боксу.
В октябре 2022 года, в Краснодаре стала чемпионом России среди женщин в весе до 60 кг, где она в полуфинале победила опытную Нуне Асатрян, и в финале победила опытную Юлию Чернобородову.

### 2023 год
В феврале 2023 года стала победителем в весе до 60 кг международного турнира на призы короля Марокко Мухаммеда VI в Марракеше (Марокко), где она в полуфинале победила опытную боксёршу из Румынии Лоредану Андреа Марин, и в финале по очкам единогласным решением судей (5:0) победила опытную представительницу Тайваня У Ши-И.
В марте 2023 года участвовала на чемпионате мира среди женщин в Нью-Дели (Индия), в весовой категории до 60 кг, где она в 1/16 финале по очкам единогласным решением судей (0:5) проиграла опытной алжирке Хаджиле Хелиф.
А в апреле 2023 года стала серебряным призёром в весе до 60 кг V-х Боливарианских АЛБА игр в Каракасе (Венесуэла), где она в финале проиграла венесуэлке Юсбейди Ойеда.
В ноябре 2023 года, в Уфе стала серебряным призёром чемпионата России в весе до 60 кг, где она в полуфинале по очкам 5:0 победила опытную Ирину Автину, но в финале по очкам 0:5 проиграла опытной Нуне Асатрян.